# Міхаїл-Когелнічану (Яломіца)
Міхаїл-Когелнічану (рум. Mihail Kogălniceanu) — село у повіті Яломіца в Румунії. Адміністративний центр комуни Міхаїл-Когелнічану.
Село розташоване на відстані 130 км на схід від Бухареста, 30 км на північний схід від Слобозії, 92 км на північний захід від Констанци, 86 км на південь від Галаца.

## Населення
За даними перепису населення 2002 року у селі проживали 3335 осіб, з них 3332 особи (99,9%) румунів. Рідною мовою 3332 особи (99,9%) назвали румунську.